# Autocensure
L'autocensure est une forme de censure que s'applique à elle-même une personne, une institution ou une organisation. Elle est déclenchée par la crainte ou la menace de censure par une autorité politique, financière, ou religieuse.

## Intérêts à l'origine de l'autocensure

### Intérêts des actionnaires et des annonceurs
En France au XXIe siècle, la plupart des grands médias sont détenus par des sociétés privées, principalement actives dans d'autres secteurs économiques, parfois dépendant de contrats divers avec l’État, ce qui limite la liberté d'expression en leur sein. Pour ceux qui dépendent largement de recettes publicitaires s'y ajoute la peur de froisser les annonceurs[réf. nécessaire].
Les responsables des rédactions peuvent ainsi avoir la tentation d'écarter une information dont ils pensent qu'elle pourrait nuire aux intérêts des actionnaires ou des annonceurs, voire précéder les désirs qu'ils leur prêtent en développant un journalisme de connivence, ou des formes de publireportage.

### Intérêts politiques
Au Japon, le tabou du chrysanthème a contribué à instaurer un climat d'autocensure dans le monde de la presse nippone, effaçant la critique à l'égard de l'empereur du Japon.
Dans d'autres pays, le rôle du pouvoir politique dans la nomination des dirigeants de médias, publics surtout mais aussi parfois détenus par des amis de ce pouvoir, via des mécanismes décrits dans "L'Élysée (et les oligarques) contre l'info", un livre consacré aux relations entre magnats des médias et exécutif,, créé un risque d'être placés sur une liste noire pour les journalistes, et des pressions sur la hiérarchie du média concerné.
L'autocensure permet au pouvoir politique d'éviter la forme contraignante d'une censure effective, qui serait mal perçue par l'opinion : il s'affranchit ainsi des coûts de surveillance et de la contre-publicité engendrée par la perception de la censure dans l'opinion publique[réf. nécessaire].

### Intérêts religieux

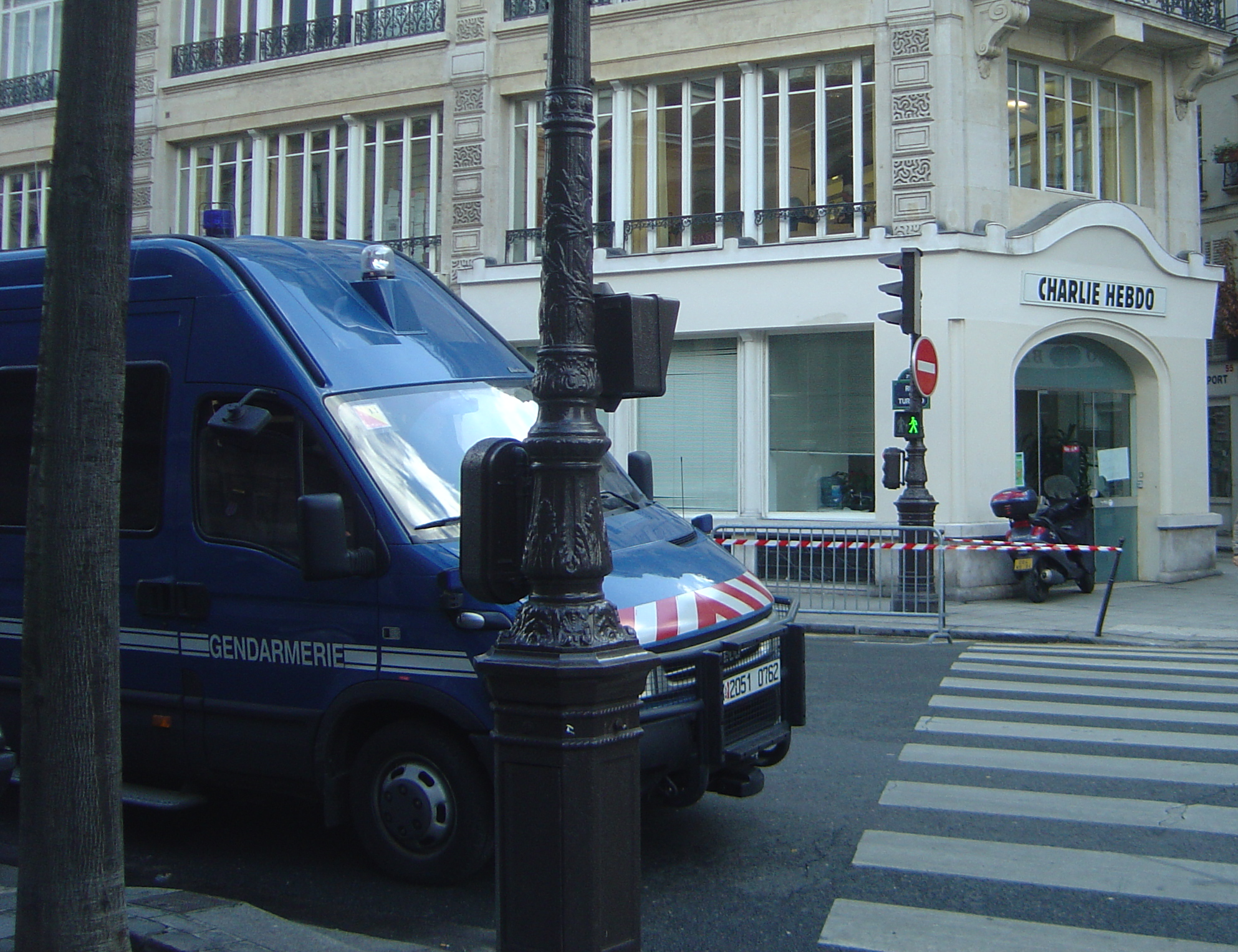
En 2006 à Paris, des gendarmes protègent les locaux du journal Charlie Hebdo à la suite de la publication des caricatures de Mahomet.

Si le blasphème a été aboli en France par la Révolution française en 1792, il provoque encore des réactions violentes, comme les menaces qui ont suivi les caricatures de Mahomet dans le journal Jyllands-Posten au Danemark puis celles accompagnées d'abord d'un incendie et ensuite d'un attentat dans les locaux de Charlie Hebdo, le 7 janvier 2015. Malgré le risque d'éventuelles représailles de groupes religieux, les médias français ont refusé symboliquement de pratiquer l'"autocensure" et soutenu Charlie Hebdo en republiant ses caricatures.

## Sondage sur la fréquence de l'autocensure
Selon un sondage réalisé auprès des membres de la Guilde des auteurs réalisateurs de documentaires, au sujet de leurs investissements personnels dans des projets sur la période 2016-2021, 60% ont reconnu "s’autocensurer" avant même de proposer un documentaire, afin d'éviter qu’il ne soit refusé, et 63% ont estimé "ne plus être à l'initiative de leurs films mais réaliser une commande initiée par la chaîne de télévisions ou le producteur".

## Formes de l'autocensure

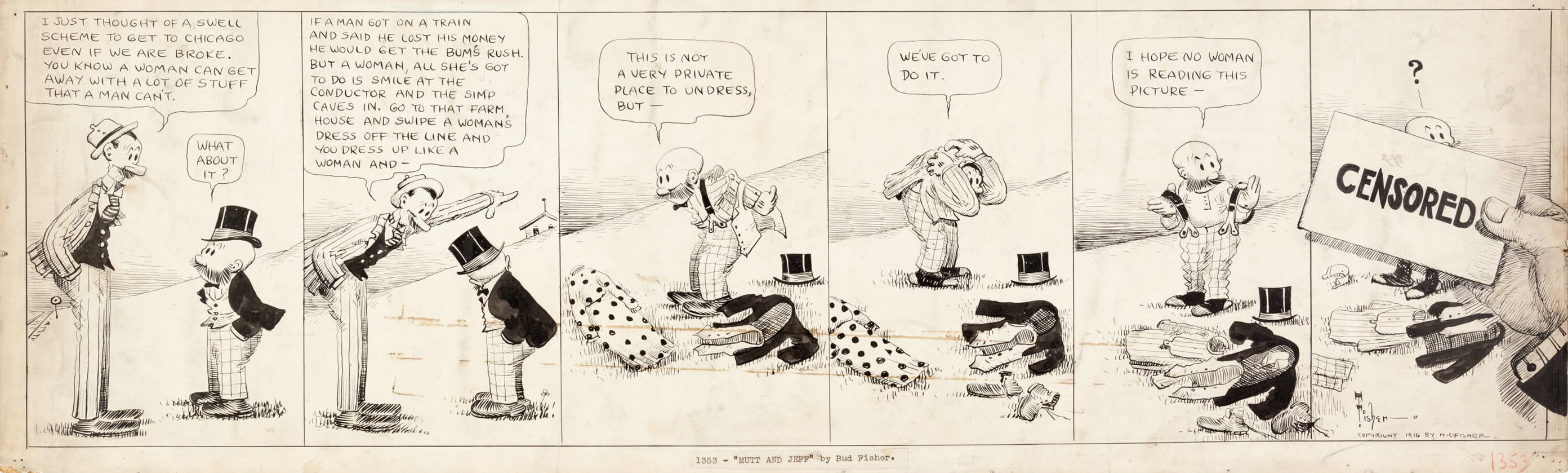
Bande dessinée faisant apparaître la main du dessinateur pour censurer la dernière image (1916).

### Choix des sujets abordés
L'autocensure se pratique essentiellement dans le choix rédactionnel des sujets abordés, la manière de traiter une interview ou de rendre compte d'un sujet[réf. nécessaire]. Elle vise à diminuer la crédibilité à accorder à des sujets qui ne circulent que sur Internet, qualifiés de « rumeurs » et de ce fait ignorés des médias de masse[réf. nécessaire]. De leur côté, les agences de presse valident l'essentiel des informations et économisent d'autant le besoin d'autocensure[réf. nécessaire].

### Rôle de la hiérarchie
Pour des raisons hiérarchiques, un journaliste peut hésiter à écrire un article dont il sait qu'il sera mal perçu par sa hiérarchie, par peur d'un possible licenciement lorsque le journaliste est salarié, et a fortiori lorsque son statut est plus précaire (pigiste).

### Rôle de l'environnement économique
Selon Elizabeth Drévillon, présidente de la Guilde des auteurs réalisateurs de documentaires, qui a alerté sur les risques d'autocensure croissante après un sondage parmi ses membres, la liberté de création dans le domaine documentaire requiert l’indépendance financière des auteurs, qui pourrait être assurée par un salaire minimum. Rémunérés à 40 % en droit d’auteurs, les auteurs de documentaires ne bénéficient pas du statut de journaliste, mais de celui de l’intermittence, alors qu’ils font le même métier, et de ce fait travaillent souvent en situation de précarité avec peu de marge de manœuvre.

## Conséquences

### Démocratie et débat démocratique
La réalisatrice Elizabeth Drévillon, présidente de la Guilde des auteurs réalisateurs de documentaires, et le journaliste d'investigation Jean-Baptiste Rivoire, ex-rédacteur en chef adjoint du magazine "Spécial investigation" de Canal+, fondateur du média "Off-investigation" auditionnés en février 2022 par la commission d'enquête sur la concentration dans les médias créée au Sénat, ont estimé que la pression des chaînes sur les auteurs-réalisateurs de documentaires aboutissait à une « autocensure », avec pour conséquence un « préjudice au débat démocratique ».

### Recours aux "fake news"
Le développement de l'autocensure donne l'impression que les journaux développent les mêmes sujets, avec les mêmes idées, ou encore se prêtent au politiquement correct, d'où un déficit de pluralisme dans les médias, et une perte de crédibilité[réf. nécessaire].
Concernant les informations du domaine politique et économique, compte tenu du manque de contenus d’investigation télévisé, les citoyens "vont chercher ailleurs l’information, ce qui ouvre la porte aux fake news et au complotisme", selon Elizabeth Drévillon, présidente de la Guilde des auteurs réalisateurs de documentaires et Jean-Baptiste Rivoire.

## L'auto-censure en dehors des médias
Si les médias et le journalisme concentre la plupart des situations où sont évoquées des tactiques d'auto-censure, d'autres secteurs sont parfois cités, même si les liens avec le terme parent de censure y sont beaucoup plus distendus:
- la réponse à des enquêtes d'opinion non anonyme engendrant un biais d'autocensure
- les discussions entre amis où se dessine l'autocensure de certains sujets sensibles, politiques ou privés;
- le cadre professionnel avec l'autocensure face à la hiérarchie;
- en psychologie comportementale, avec les raisons diverses, comme le manque de confiance en soi, pour laquelle nous ne disons pas tout ce que l'on pense;
- les questions autour de la communication anonyme ou dissimulées derrière un pseudo.